# Berlin-Lankwitz
Lankwitz ist der östlichste der acht Ortsteile des im Südwesten Berlins gelegenen Bezirks Steglitz-Zehlendorf.

## Geographie

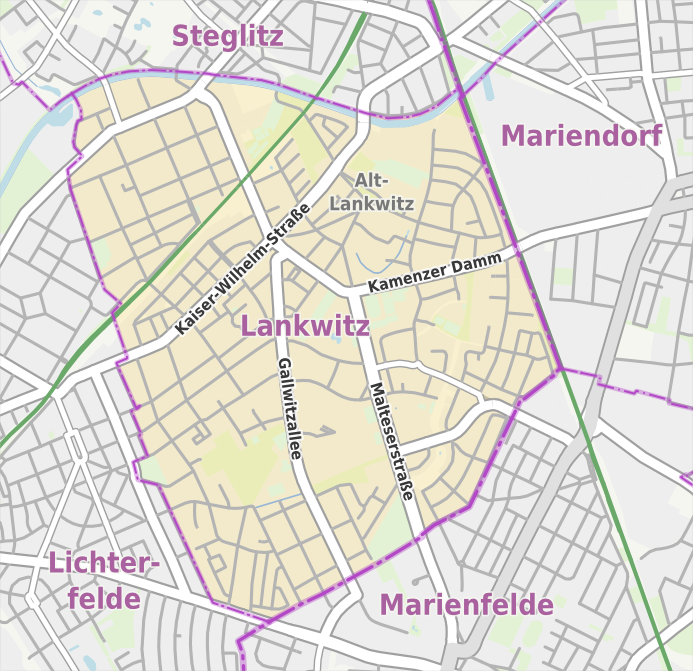
Übersichtskarte Lankwitz

Mit einer Fläche von rund sieben Quadratkilometern grenzt Lankwitz an folgenden Berliner Ortsteile:
- im Norden an Steglitz mit der Ortslage Südende
- im Osten an Mariendorf
- im Südosten an Marienfelde
- im Westen an Lichterfelde

Wappen des Ortsteils Lankwitz

Sowohl in nord-südlicher als auch in ost-westlicher Richtung erstreckt sich der Ortsteil über jeweils rund drei Kilometer.
Lankwitz wird im Norden durch den Teltowkanal begrenzt, der in diesem Bereich auf Lankwitzer Gebiet liegt. Im Osten und Süden ist der Ortsteil durch die Grenze zum Bezirk Tempelhof-Schöneberg bestimmt, die zunächst westlich der Bahngleise der Dresdener Bahn verläuft. Im weiteren Verlauf gehören der Trachenbergring und Friedrichsrodaer Straße sowie der Kreuzkirchhof noch zu Lankwitz. Die Grenze streift in gerader Verlängerung die südlichen Enden der Tambacher Straße und der Tautenburger Straße und kreuzt dann in gerader Verlängerung die Tennstedter und die Trippsteinstraße. Die Hildburghauser und die Zerbster Straße liegen im Folgenden dann schon auf dem Gebiet von Lichterfelde. Die Grenze umläuft westlich den Friedhof Lankwitz, folgt dann der Luisenstraße, kreuzt anschließend die Lankwitzer Straße, die Anhalter Bahn und die Bruno-Walter-Straße. Schließlich verläuft sie an der Ostseite der Gärtnerstraße und an der Westseite des Wiesenweges, wo sie dann in gerader Verlängerung – östlich vorbei am Steglitzer Hafen – wieder auf die Grenze an der Nordseite des Teltowkanals trifft.
 Fließ- und Stehgewässer 
- Parkteich[1] (Lage): 1910/1912 im Beyendorffpark (heute: Gemeindepark) von Carl Rimann als künstlicher Parkteich mit einer Fläche von 4750 m² bei 330 Meter Umfang angelegt.
- Lankegrabenteich und Lankegraben (Lage): Er liegt an den Straßen Alt-Lankwitz 58, Wedellstraße und In den Neuen Gärten in einem Grünzug und wird vom Lankegraben gespeist. Bei einer Fläche von 780 m² hat er eine mittlere Tiefe von 1,15 Metern und eine maximale Tiefe von zwei Metern.[1]
- Theodosiusteich (Lage): Auf der Fläche am Dominikuskloster gelegen wurde er in den 1970er Jahren als künstlicher Teich mit Betonabdichtung auf einer Fläche von 500 m² und maximaler Tiefe von zwei Metern angelegt.[1]
- Alter Upstall Teich (Lage): Vier Teiche auf dem Gelände der ehemaligen Kleingartenanlage ‚Alter Upstall‘, die nur periodisch Wasser führen, wobei der größte (Nr. 1) eine Fläche von 145 m² besitzt. Die Karte der Gemarkung Lankwitz um 1846 zeigt den Upstall als sumpfiges Wiesengelände. Wobei die Teiche wohl durch die Suhlen entstanden.[1]
- Okengraben (Lage): Seitenkanal des Königsgrabens zwischen Waltershauser Straße und Trippsteinstraße.
- Gasgraben (Lage): Ehemaliger Lankwitzer Hauptgraben, im Alten Upstall/Freymüllerweg mit einigen Tümpeln erkennbar.[2] Kein Gewässer im Sinn des Berliner Wassergesetzes.
- Hospitalgraben (Lage) im Zuge des Laufs der Lanke.
- Kämpegraben
  - Am Trachenbergring (Lage)
  - Kämpergraben an der Friedrichrodaer Straße (Lage)
- Königsgraben: 1777 erbauter Entwässerungsgraben, der zu keiner Zeit seine Funktion erfüllte. Heute namentlich vor allem aufgrund der Grundschule am Königsgraben sowie der gleichnamigen Gartenkolonie bekannt.
- Der Teltowkanal liegt zwischen Prinzregent-Ludwig-Brücke und vor der Eisenbahnbrücke der Dresdener Bahn auf Lankwitzer Flur, wobei die Lankwitzer Gemarkungsgrenze nördlicher lag und den Hauptgraben mit seinem sumpfigen Ufergelände einschloss.[2]

## Geschichte

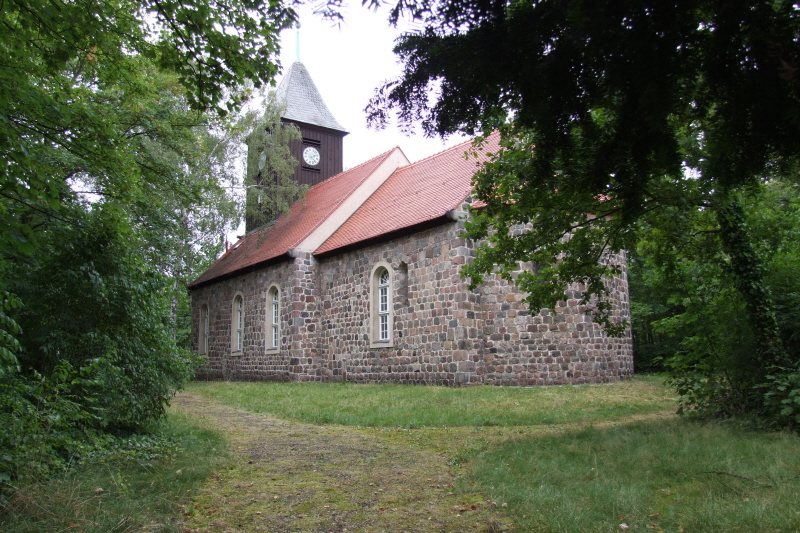
Dorfkirche Lankwitz

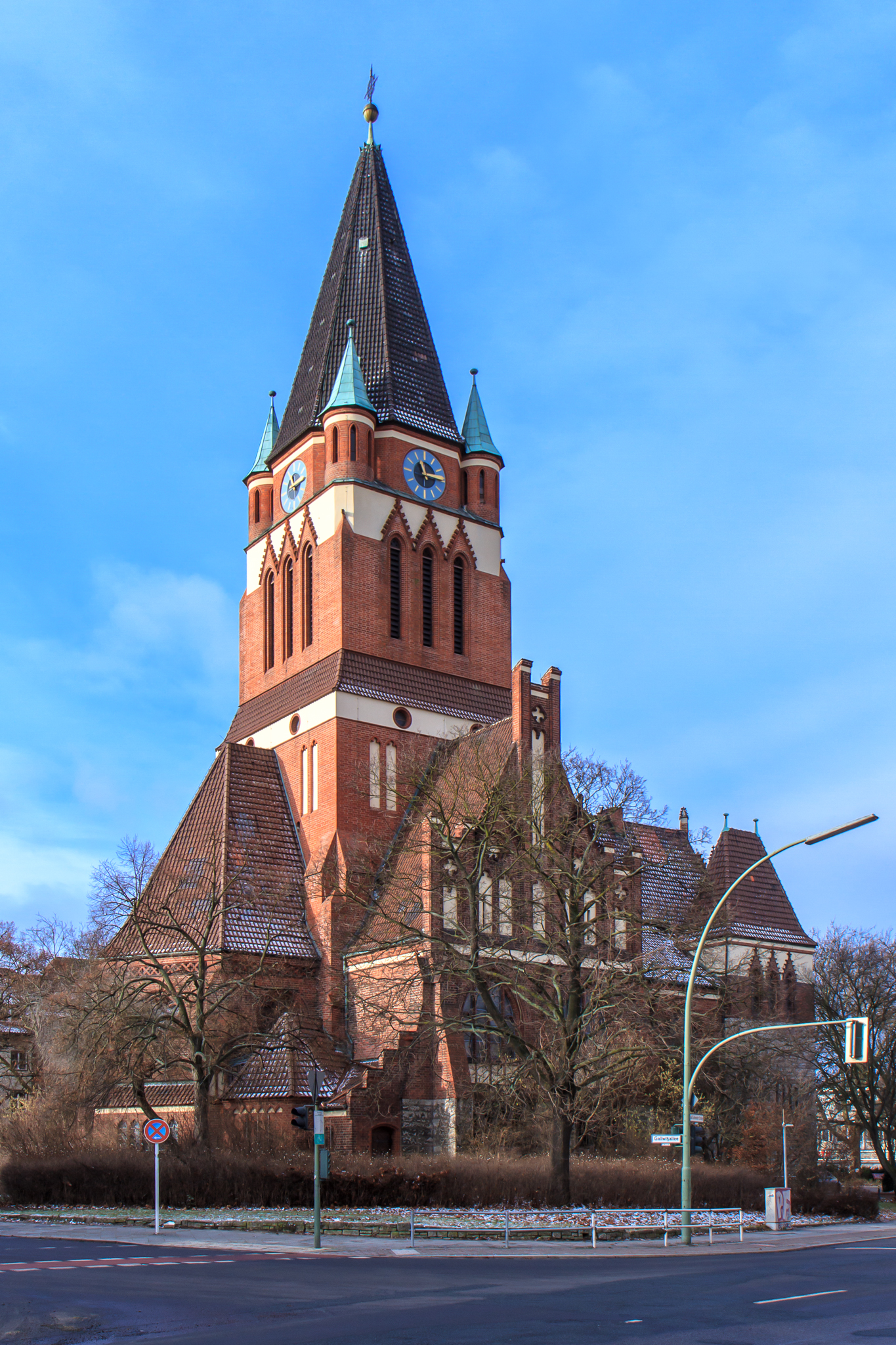
Dreifaltigkeitskirche (umgangssprachlich Lankwitz-Kirche)

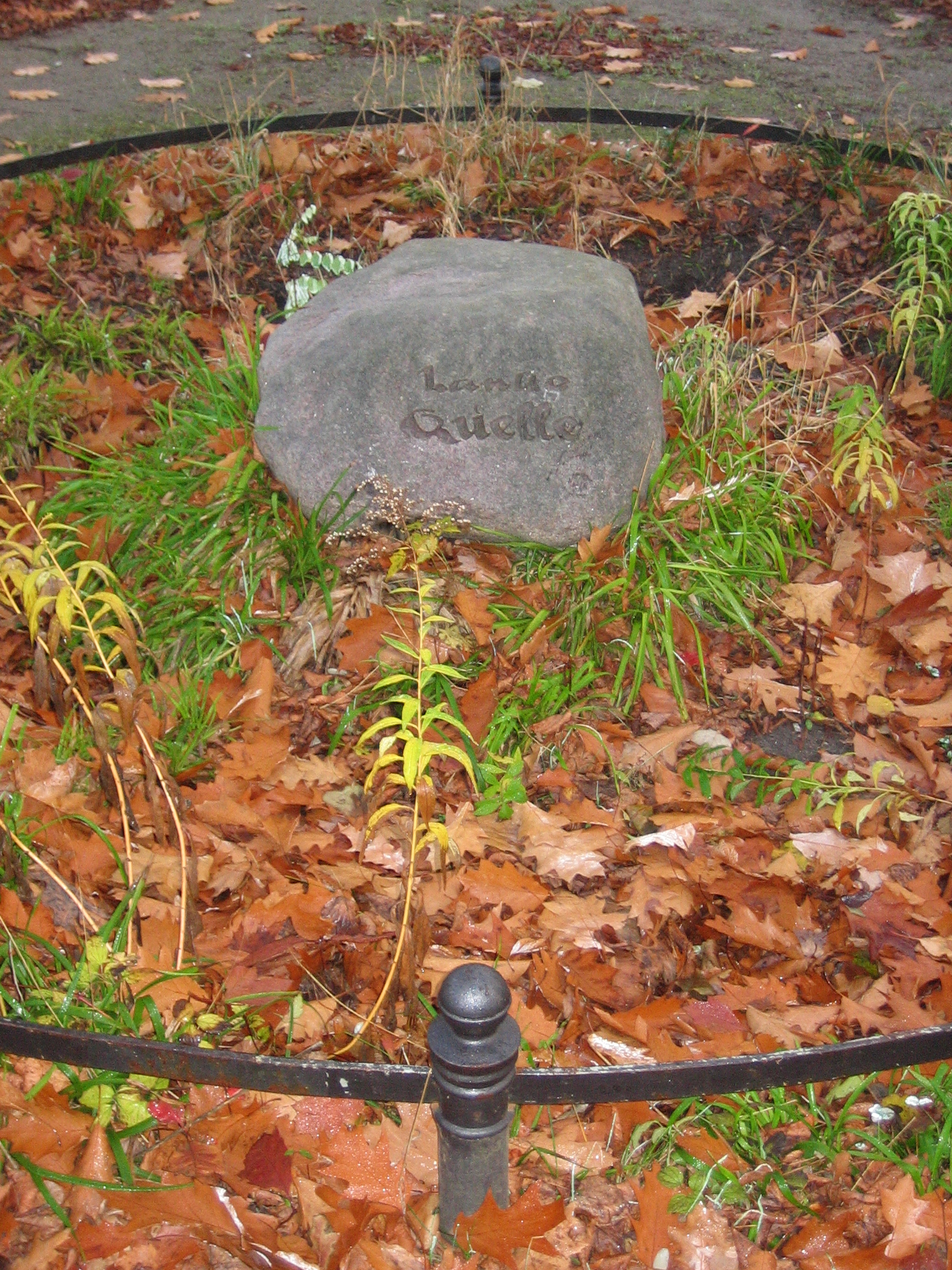
Lanke-Stein an der alten Ratswaage

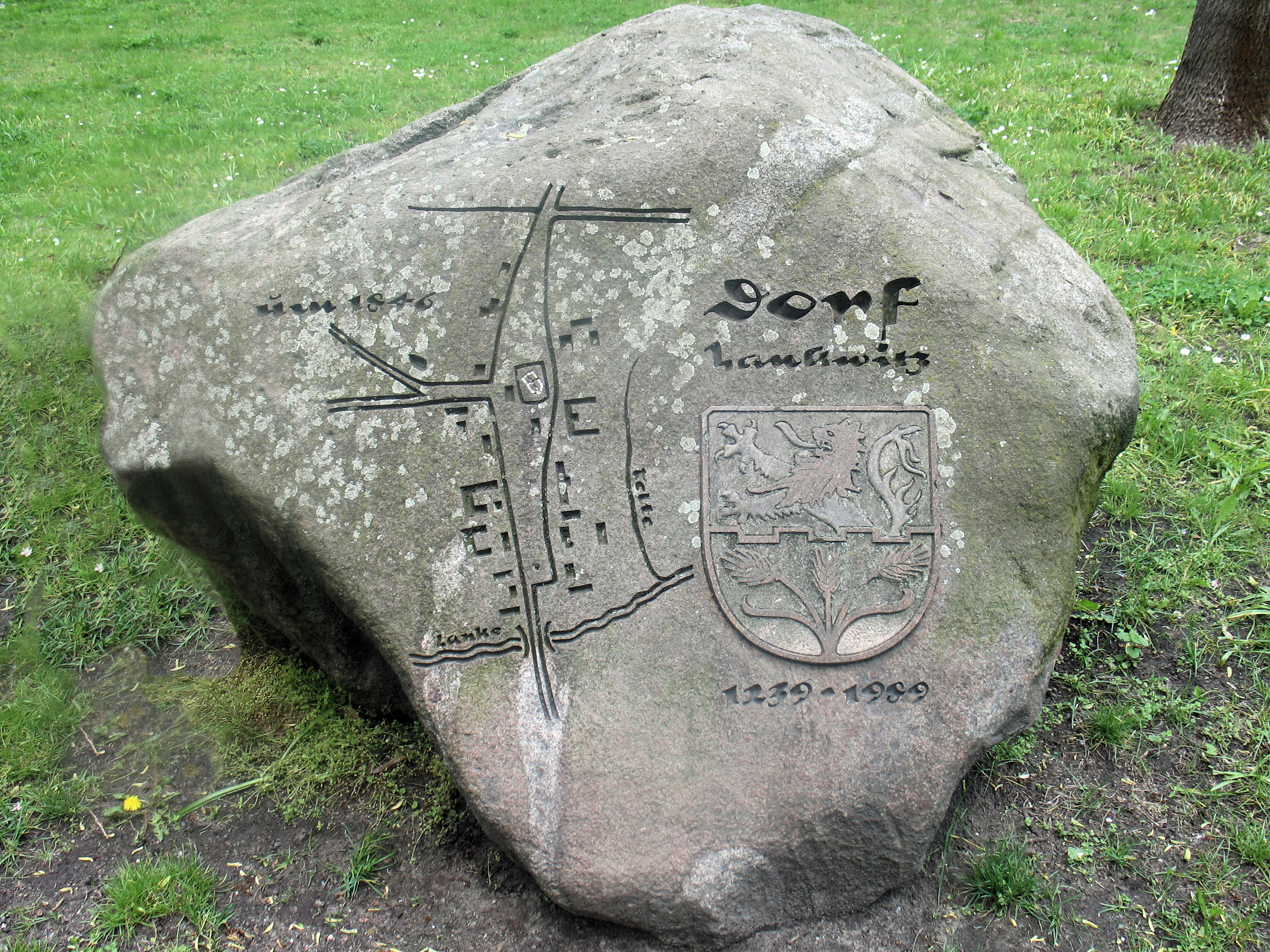
Gedenkstein 750 Jahre Dorf Lankwitz (1239–1989)

Das Dorf Lankwitz entstand aus einer slawischen Siedlung in Hufeisenform, deren Schenkel am Lankegraben endeten. Der Name geht auf das alt-slawische Lankowice zurück und bedeutet Ort an der Uferaue, vgl. Lanke. Er verweist auf den Wiesenbach Lanke, der einst durch diesen Ort führte. Die Lanke existiert noch, ist allerdings in ihrem gesamten Verlauf kanalisiert oder im Teltowkanal aufgegangen. Die Quelle ist durch den Lanke-Stein an der Ratswaage, Charlotten-/Elisabethstraße, gekennzeichnet. Von dort floss sie nach Nordosten über die heutige Bruchwitzstraße zur Mühlenstraße, wo sie sich zu einem Teich erweiterte, der im Volksmund Karpfenteich genannt wurde. In einem östlichen Bogen umschloss sie das Dorf und mündete am alten Upstall in den Lankwitzer Hauptgraben (heute: Teltowkanal). Der Graben leitete das Wasser am morastigen Birkbusch (Birkbuschstraße) zur ehemaligen und gleichfalls weitgehend im Teltowkanal aufgegangenen Bäke, die das Wasser über den Griebnitzsee der Havel zuführte.
Lankwitz wurde erstmals 1239 urkundlich erwähnt: die älteste urkundliche Erwähnung eines Dorfes im heutigen Stadtgebiet von Berlin. 1239 schenkten Johann I. und sein Bruder Otto III. die Gemarkung Lankwitz dem Benediktinerinnenkloster St. Marien zu Spandau, das zum Bistum Brandenburg gehörte. Die Bevölkerung bestand hauptsächlich aus Bauern. Das Dorf wurde mit 44 Hufen erwähnt, war also bereits vermessen („verhuft“) worden, was auf eine deutsche Übernahme vor 1239 hindeutet.
Der Kern des Angerdorfes Lankwitz befindet sich im Nordosten des Ortsteils. Ursprünglich handelte es sich um einen Sackanger, der, am Rande eines slawischen Handelsweges längs der Bäke zwischen Teltow und Köpenick gelegen, nur von Nordwesten her zugänglich und ansonsten von Wasser und Feldern umgeben war. Dieser Sackanger wurde im 14. Jahrhundert in ein Straßenangerdorf umgewandelt, dessen Anger noch heute als Alt-Lankwitz im Bereich der Dorfkirche Lankwitz erkennbar ist.
Der Bau der Dorfkirche stand im Zusammenhang mit der Besitzübernahme durch die Benediktinerinnen aus Spandau. Mit dem Zuzug deutscher Siedler wird wie üblich eine Holzkirche errichtet worden sein. Üblicherweise vergingen 30 Jahre bis zum Bau einer erheblich teureren Steinkirche, bis die Siedler aus Erträgen der Getreideernte genug Geld angespart hatten. Diese Zeit konnte in Lankwitz wegen des Vermögens des Klosters verkürzt werden. Die Kirche entstand wahrscheinlich um 1250.
Lankwitz wird 1265 als Pfarrdorf erwähnt. Das Landbuch Karls IV. weist für Lankwitz 33 Hufen aus, davon vier Pfarrhufen. Die Differenz zwischen 44 Hufen (1239) und 33 Hufen (1375) erklärt sich vermutlich dadurch, dass elf Hufen wüst lagen, denn 1450 werden wieder 40 Hufen erwähnt. Später ist zu den Pfarrhufen noch eine Kirchenhufe hinzugekommen. 1313 wird urkundlich der erste Seelsorger der Gemeinde Lankwitz erwähnt, Arnold Weyger, der aus der Kalandbruderschaft am Benediktinerinnenkloster Spandau stammte und nach dem heute eine Straße in Lankwitz benannt ist. Für das Dorf wird schon 1375 ein Krug erwähnt sowie ein Schulze. Auf das slawische Element deuten fünf Kossäten hin.
Im Jahr 1558 ging Lankwitz als Folge der Reformation aus dem Besitz des Klosters in Spandau in den Besitz des Amtes Spandau über. 1590 umfasste das Lehnschulzengut vier Lehnhufen und zwei Zinshufen. Das Lehnschulzengut war ab 1786 im Besitz der Adelsfamilie von Pfuel.
Der brandenburgische Kurfürst Johann Georg ordnete 1574 an, dass die Lankwitzer Kirche als Tochterkirche von Schöneberg geführt wird. Sein Nachfolger Joachim Friedrich machte die Lankwitzer Kirche 1602 zur Filialkirche von Schöneberg. Der Priesterweg zwischen Alt-Schöneberg und Lankwitz wurde von den Schöneberger Pfarrern damals benutzt, um nach Lankwitz zu gelangen. 1894 wurde Lankwitz eine eigenständige Pfarrei.
Ende des 19. Jahrhunderts wurde zunächst das nordwestlich des Bahnhofs Lankwitz gelegene, sogenannte Rosenthalsche Viertel mit Villen bebaut; heute wird es wegen der dort vorherrschenden Straßennamen als Komponistenviertel bezeichnet. In den darauf folgenden Jahrzehnten folgte südlich des Komponistenviertels das Zietenmannsche Viertel, das wegen der einfacheren Bebauung auch als Klamottenviertel bezeichnet wurde. Noch weiter südlich folgte dann das Thüringer Viertel, das im Berliner Volksmund Kleinkleckersdorf genannt wurde, da der Ausbau nur stockend voranging.
Anfang des 20. Jahrhunderts entwickelte sich das katholische Leben in Lankwitz durch den Zuzug von katholischen Arbeitern, insbesondere aus Galizien, für den Bau des Teltowkanals und die Ansiedlung karitativer Einrichtungen wieder. Ab 1911 gehörte Lankwitz zur römisch-katholischen Kuratie Mater Dolorosa, die noch zur Pfarrei Heilige Familie in Lichterfelde gehörte. Ab 1921 war Mater Dolorosa eine eigenständige Pfarrei, die in Teilen von Lankwitz noch die beiden Tochtergemeinden Sankt Benedikt und Von der Auferstehung Christi gründete. Seit Anfang 2022 gehört Lankwitz zur Großpfarrei St. Maria – Berliner Süden.
Zum 1. Oktober 1920 wurde die vormals zum Landkreis Teltow gehörende Gemeinde Lankwitz als Ortsteil des Bezirks Steglitz nach Groß-Berlin eingemeindet. 1932 richtete Ludwig Mies van der Rohe nach der Schließung des Bauhauses in Dessau in der Birkbuschstraße in Lankwitz das Bauhaus Berlin als private Architektenschule ein, das allerdings schon 1933 nach der „Machtergreifung“ der Nationalsozialisten schließen musste.
In der Nacht vom 23. zum 24. August 1943, der Lankwitzer Bombennacht, wurden das Rathaus, die Dreifaltigkeitskirche, die Dorfkirche, das Schloss, die Villa Louise, das gelbe Schulhaus (Alt-Lankwitzer Grundschule), die Kirche Mater Dolorosa und viele andere Gebäude zerstört. Bei alliierten Luftangriffen im Zeitraum der Lankwitzer Bombennacht bis zum 4. September 1943 wurde Lankwitz zu rund 85 Prozent zerstört. Nach dem Zweiten Weltkrieg wurden allmählich alle Baulücken geschlossen, sodass es heute in Lankwitz keine landwirtschaftlich genutzten Flächen und kaum noch Brachflächen gibt.
Das Berliner Tierheim, heute in Falkenberg, befand sich von 1901 bis 2001 in der Dessauerstraße.
Von 1949 bis 2017 hatte die Berliner Synchron, das größte deutsche Synchronunternehmen, in der Mühlenstraße ihren Standort, bevor das Gebäude abgerissen wurde und das Unternehmen nach Berlin-Schöneberg umzog.
Seit dem Jahr 2001 ist Lankwitz der östlichste Ortsteil des neu gebildeten Bezirks Steglitz-Zehlendorf.

Trockenlegung

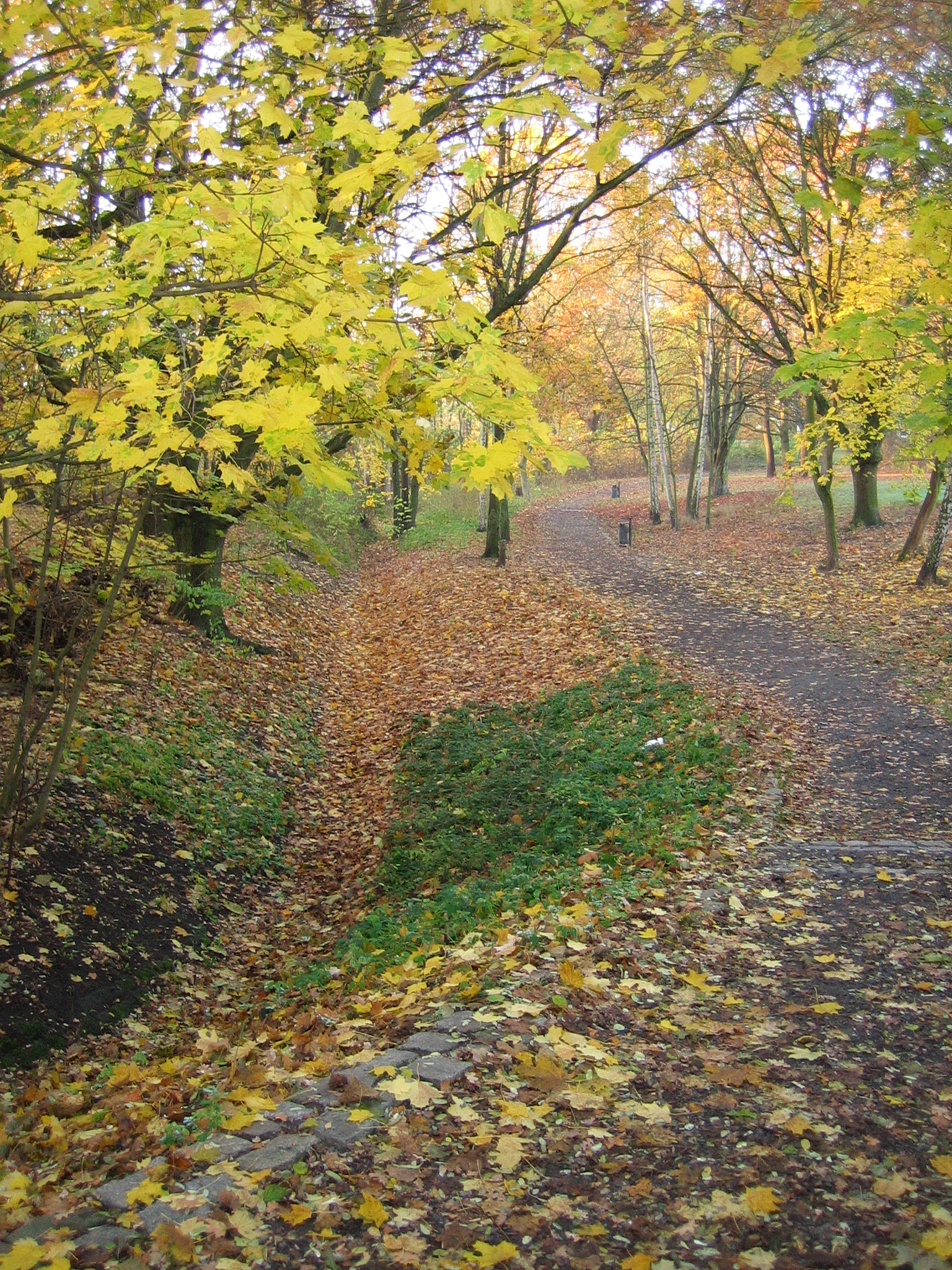
Hospitalgraben bei der Peter-Frankenfeld-Schule im Verlauf der ehemaligen Lanke

Im Jahr 1777 wurde auf Geheiß des preußischen Königs Friedrich II. von der Marienfelder Feldmark durch Lankwitz und Giesensdorf bis an die Bäke ein Entwässerungsgraben gebaut, um die Vernichtung der Ernten durch das nach ausgedehnten Regenfällen auf den Feldern stehende Wasser zu vermeiden. Dieser Graben hatte zahlreiche Nebenarme und wurde auf einer Landkarte von 1850 als "Ocken Graben" bezeichnet. In der Landkarte von 1890 wurde er mit Königs Graben beschriftet, und 1907 sowie 1927 mit "Königs-Graben". Der Verlauf dieses Grabens ist noch an vielen Stellen zu erkennen, jedoch ist heute örtlich nur sehr vereinzelt noch ein neuer, wesentlich kleinerer Graben vorhanden. In Lichtenrade ist der Königsgraben heute noch gut erhalten und mündet dort in den Freseteich. Von der Straße An der Heilandsweide kommend lag der Königsgraben auf dem heutigen Hanielweg, kreuzte die Malteserstraße (damals: Marienfelder Straße) an der Marchandstraße und den Übergang zwischen Gallwitzallee und Tautenburger Straße. Dazwischen befindet sich heute die Kleingartensiedlung Kolonie Königsgraben. Der Graben an der Waltershauser Straße von der Trippsteinstraße bis zur Geraer Straße ist der Okengraben, der direkt südlich des ursprünglichen und deutlich größeren Königsgrabens liegt. Dort befinden sich die Grundschule am Königsgraben und ein Sportplatz. Im weiteren Verlauf liegen heute die Geraer Straße und der Bereich südlich der Kiesstraße bis hin zum nordwestlichen Ende der Grabenstraße. Nach der Unterquerung der Anhalter Bahn verlief der Königsgraben in westlicher Richtung und mündete im Gebiet des Hafens Lichterfelde in die Bäke.
Die Bäke und der nördlich vom Dorfkern gelegene Lankwitzer Hauptgraben sind heute durch den Teltowkanal miteinander verbunden und daher nicht mehr in ihrem ursprünglichen Zustand. Von der Lanke, die Lankwitz einst seinen Namen gegeben hat, sind heute nur noch Reste im Gebiet direkt südlich des alten Dorfkerns erhalten.
Nach den ergiebigen Regenfällen in den Jahren 1926/1927 standen weite Teile – vor allem von Lichtenrade – lange Zeit unter Wasser. Daraufhin wurde zwischen August 1928 und November 1929 der zehn Kilometer – davon sieben Kilometer auf dem Gebiet der Ortsteile Lichtenrade und Mariendorf – lange unterirdische Entwässerungskanal Lichtenrader-Lankwitzer-Regenwasser-Sammler (LiLaReSa) gebaut, der westlich des Lankwitzer Hafens und der Sieversbrücke in den Teltowkanal mündet und heute noch in Betrieb ist.

## Bevölkerung

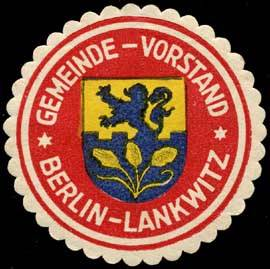
Siegelmarke mit Wappen der Gemeinde

| Jahr | Einwohner |
| ---- | --------- |
| 1858 | 00.341    |
| 1871 | 00.452    |
| 1880 | 00.892    |
| 1890 | 02.102    |
| 1900 | 04.111    |
| 1910 | 09.528    |
| 1919 | 12.397    |

| Jahr | Einwohner |
| ---- | --------- |
| 1930 | 21.110    |
| 1938 | 31.642    |
| 1945 | 10.557    |
| 1950 | 18.467    |
| 1956 | 29.797    |
| 1960 | 36.453    |
| 1970 | 43.207    |
| 1987 | 41.091    |
| 2000 | 40.969    |

| Jahr | Einwohner |
| ---- | --------- |
| 2007 | 40.528    |
| 2010 | 40.939    |
| 2015 | 42.120    |
| 2020 | 43.558    |
| 2021 | 43.227    |
| 2022 | 44.107    |
| 2023 | 44.439    |
| 2024 | 44.698    |

## Sehenswürdigkeiten und Kultur

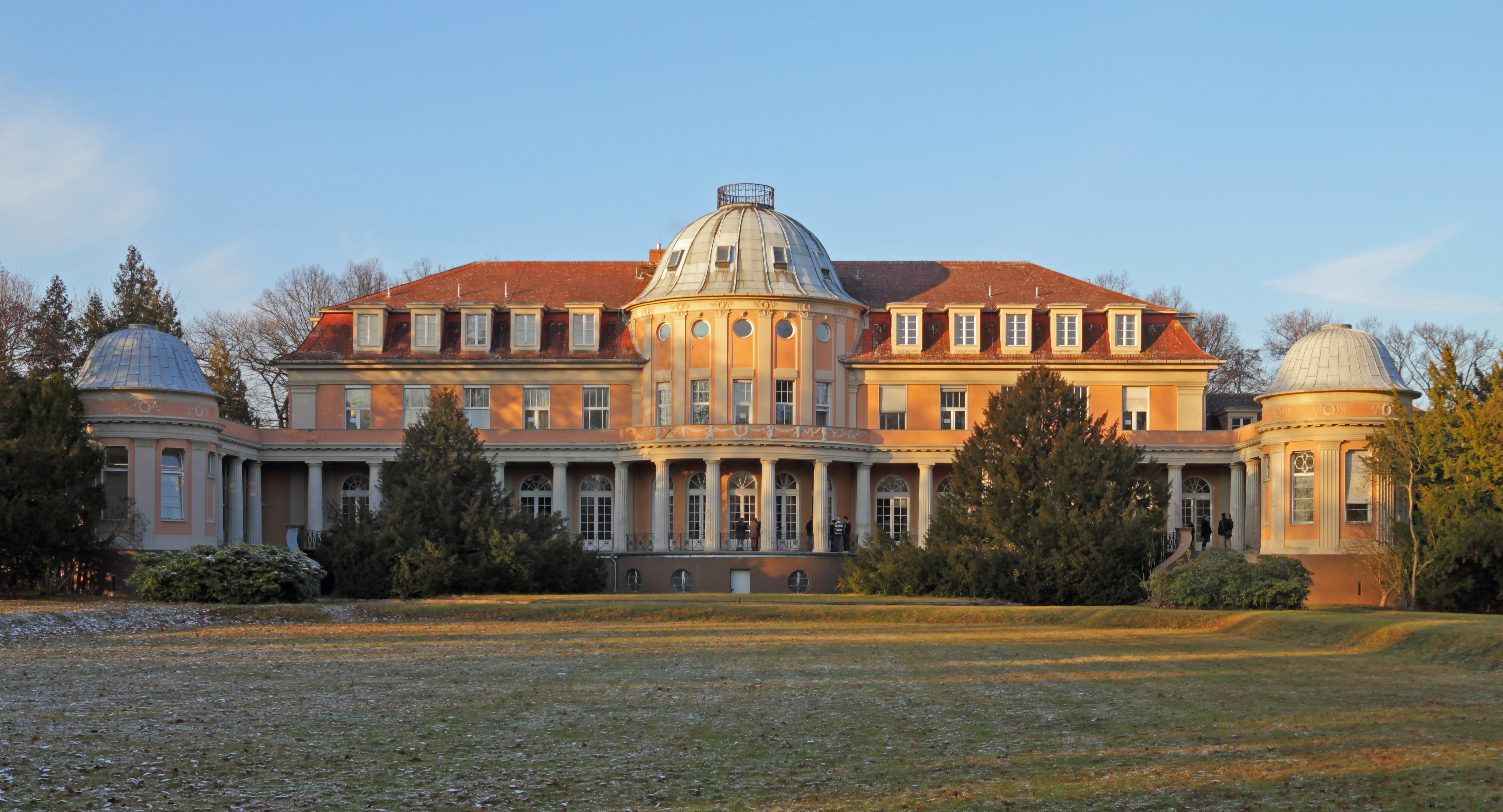
Herrenhaus Correns

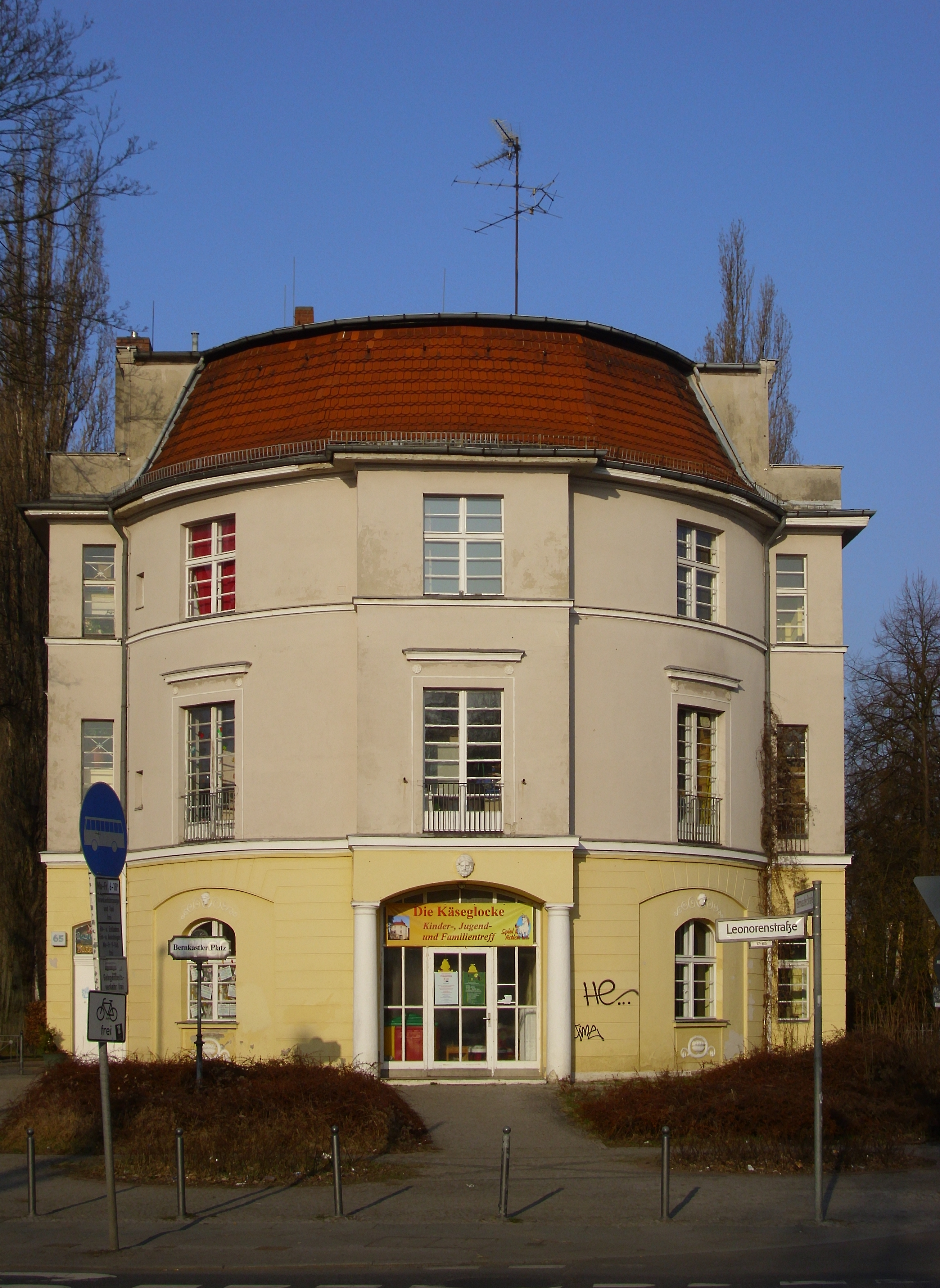
Käseglocke

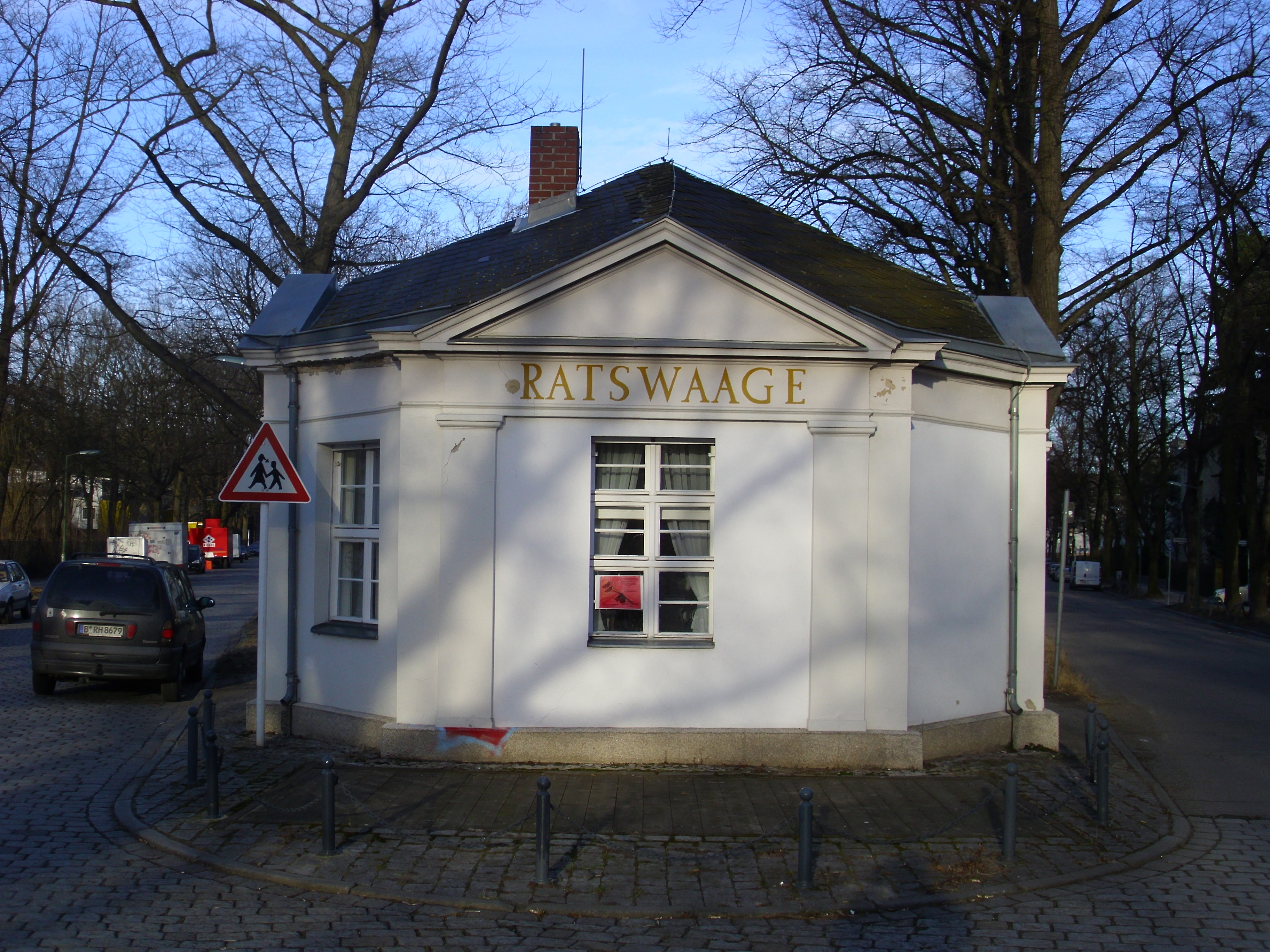
Ratswaage

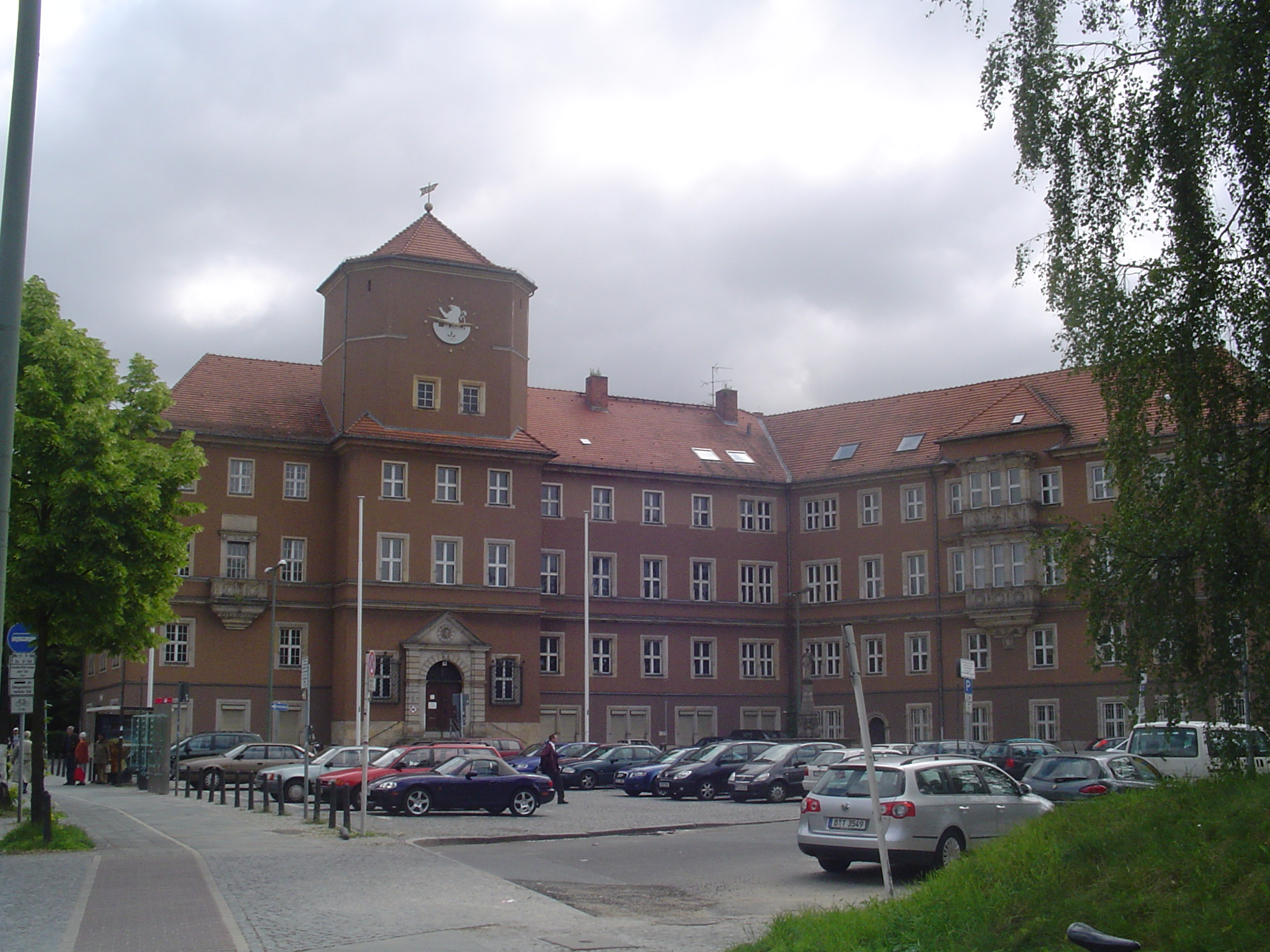
Rathaus Lankwitz

### Bauten
- Dorfkirche Lankwitz, Alt-Lankwitz
- Dreifaltigkeitskirche (Lankwitz-Kirche), Gallwitzallee
- Mater Dolorosa, Kurfürstenstraße
- St. Immanuel, Kamenzer Damm
- Kreuzkirche, Zietenstraße
- Kirche Jesu Christi der Heiligen der Letzten Tage, Kaulbachstraße
- Herrenhaus Correns, auch Siemensvilla genannt, ehemaliges Villenanwesen eines Mitglieds der Familie Siemens in der Gärtnerstraße
- Ratswaage Lankwitz, 1917 als Gemeindewaage der damaligen Gemeinde Lankwitz errichtet, mit ca. 27 m² die kleinste Liegenschaft Berlins
- Käseglocke, 1913/1914 errichtetes Parkwohnhaus gegenüber dem Rathaus (unter Denkmalschutz)
- Energie-Museum Berlin im ehemaligen Kraftwerk Steglitz, Teltowkanalstraße

### Parks
- Gemeindepark Lankwitz (zehn ha groß) mit Sportplatz, Minigolfanlage und Wildgehege
- Bernkastler Platz, umgangssprachlich als Rosengarten bezeichnet

### Friedhöfe
- Dreifaltigkeitsfriedhof, Paul-Schneider-Straße
- Friedhof Lankwitz, Lange Straße (hier ist Otto Lilienthal begraben)
- Kreuz-Friedhof mit Kinderbegräbnisstätte Tabea, Malteserstraße
- Luther-Friedhof, Malteserstraße (hier ist das Berliner Original Harfenjule bestattet)

### Kultur
Das seit 1953 bestehende Kino Thalia lädt zu Filmen sowie gelegentlichen Veranstaltungen ein.

## Infrastruktur

### Verkehr

#### Eisenbahn
Eine der ältesten Eisenbahnstrecken in Berlin ist die 1841 erbaute Anhalter Bahn. Sie führt auch durch Lankwitz. Am 1. Dezember 1895 wurde die Eisenbahnhaltestelle Lankwitz-Viktoriastraße an der heutigen (seit 20. Mai 1937) Leonorenstraße durch das entschiedene Mitwirken vom Gemeindeverordneten August Bruchwitz eröffnet. Am 30. September 1899 wurde der Bahnhof in „Lankwitz“ umbenannt.
Ab 1951 wurden die Fernzüge auf einen Umweg über den Berliner Außenring geleitet, um West-Berlin und damit auch Lankwitz zu umfahren. Mit dem Bau der Berliner Mauer 1961 wurde die Trasse an der Stadtgrenze unterbrochen.
Die Wiederaufnahme des Fernverkehrs erfolgte am 28. Mai 2006. In diesem Zusammenhang hat Lankwitz verkehrstechnisch profitiert, denn der naheliegende Bahnhof Lichterfelde Ost wurde Regionalbahnhof, und über den neuen Fernbahnhof Südkreuz sind viele Fernverkehrsverbindungen schneller erreichbar.
Der idyllische Charakter einer beschaulichen S-Bahn-Strecke, die sich direkt durch die Lankwitzer Wohngebiete zieht, ging dadurch allerdings verloren. Heute stehen graue Lärmschutzwände (Verschallschutzwandung) an der Strecke, die nunmehr wieder eine Fernbahntrasse geworden ist, ausgebaut für Geschwindigkeiten bis 160 km/h.

#### S-Bahn

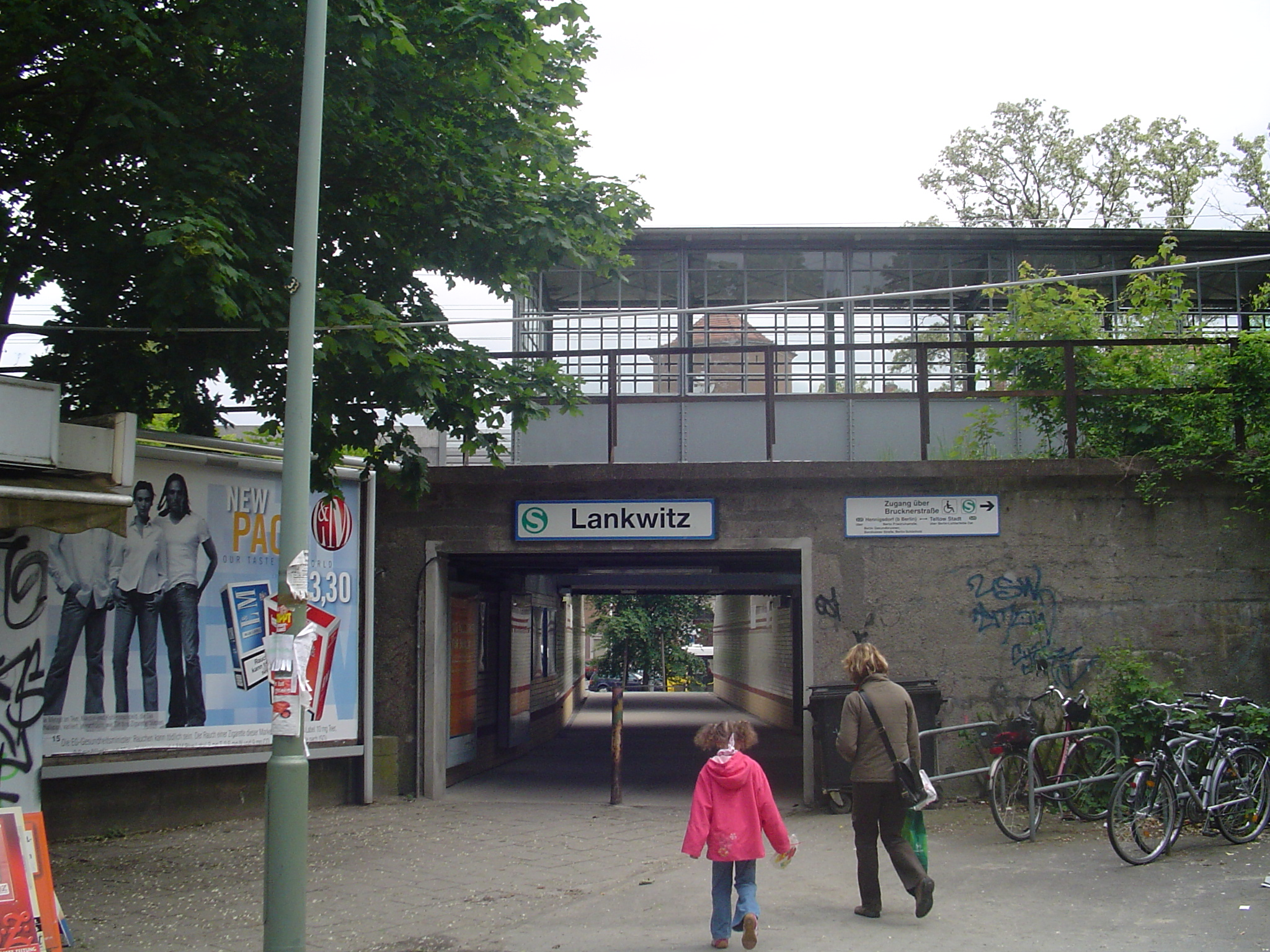
S-Bahnhof Lankwitz von Norden

Für den gesonderten Vorortverkehr wurde die Anhalter Vorortbahn mit dem Bahnhof Lankwitz geschaffen, 1903 als erste Bahnstrecke Berlins dauerhaft elektrifiziert und 1929 auf das bis heute verwendete System der Berliner S-Bahn umgestellt. Mit der Übernahme der S-Bahn von der Deutschen Reichsbahn durch die BVG 1984 wurde die Strecke stillgelegt. Die Brücke über die Leonorenstraße wurde abgerissen.
Die Wiederinbetriebnahme der S-Bahn erfolgte 1995. Dabei wurde der eingleisige Abschnitt über den Teltowkanal bis südlich des Bahnhofs Lankwitz verlängert, sodass Brücke und Bahnhof nur eingleisig wieder aufgebaut wurden. Damit besaß Lankwitz den einzigen eingleisigen S-Bahnhof in Berlin, an dem im 10-Minuten-Takt gefahren wurde. Die hier verkehrende Linie S25 führt heute von Teltow im Süden über Lankwitz durch den Nord-Süd-Tunnel in die Berliner Innenstadt und weiter bis zum Endbahnhof Hennigsdorf im Norden. Seit Dezember 2017 verkehrt zusätzlich die S-Bahn-Linie S26 von Teltow nach Waidmannslust.
Am Ostrand von Lankwitz liegt die Trasse der Dresdener Bahn, auf der die S-Bahn-Linie S2 verkehrt. Es ist geplant, an der Lankwitzer Brücke (Kamenzer Damm) einen Haltepunkt zu errichten. Durch die aktuelle Finanzlage Berlins wird sich dieses Projekt allerdings auf unbestimmte Zeit verzögern.

#### Omnibus
Trotz der S-Bahn ist der Omnibus das wichtigste öffentliche Verkehrsmittel für die meisten Lankwitzer. Die Verbundenheit der Lankwitzer zur Einkaufsmeile Schloßstraße in Steglitz erzeugt eine starke Nachfrage für die Buslinien zwischen dem Rathaus Steglitz und dem Lankwitzer Umsteigepunkt Lankwitz Kirche. Dieser Streckenabschnitt wird daher im dichten Takt von mehreren Linien (auch Metrobusse und Expressbusse) befahren und verfügt teilweise über Busspuren.
Folgende Buslinien fahren nach oder durch Lankwitz:
- Normale Buslinien

181, 184, 186, 187, 283, 284, 380
- MetroBuslinien

M82 (Waldsassener Straße – S+U Rathaus Steglitz)
- ExpressBuslinien

X83 (Nahariyastraße – Königin-Luise-Straße/Clayallee)
- Nachtbuslinien

N81, N84

#### Straßenbahn und U-Bahn
Lankwitz erhielt am 16. Juli 1900 mit der Eröffnung der weißen Linie (ab 1902: Linie IV) der Südlichen Berliner Vorortbahn von Tempelhof nach Lichterfelde Anschluss an das Berliner Straßenbahnnetz. Zum 1. Januar 1910 übernahm die aus Gesundbrunnen kommende Linie 99 der Großen Berliner Straßenbahn die Bedienung. Ab dem 14. April 1924 übernahm die aus der Friedrichstadt kommende Linie 96 die Bedienung der Strecke, sie wurde am 8. Oktober 1930 bis zur Machnower Schleuse verlängert. Der Straßenbahnverkehr wurde zum 2. Mai 1966 eingestellt.
Inzwischen gibt es Überlegungen für die Rückkehr der Straßenbahn nach Steglitz. Die Straßenbahnen könnten die vorhandenen Tunnel am Rathaus Steglitz nutzen und im U-Bahnhof Schloßstraße an den Richtungsbahnsteigen der Linie U9 beginnen. Dies würde ein komfortables und wettergeschütztes Umsteigen zur U9 ermöglichen. Der weitere Streckenverlauf würde sich bis Lankwitz an der heutigen Busroute orientieren und könnte weiter nach Marienfelde geführt werden. Auch hier ist eine baldige Realisierung nicht zu erwarten.
In den 1980er Jahren wurde geplant, eine Verlängerung der Linie U9 der Berliner U-Bahn zu bauen. Das standardisierte Bewertungsverfahren ergab hier das günstigste Kosten-Nutzen-Verhältnis. Aus politischen Gründen wurde allerdings die Verlängerung der Linie U8 in Reinickendorf vorgezogen. Die Verlängerung der U9 bis zum S-Bahnhof Lankwitz ist weiterhin Bestandteil des Stadtentwicklungsplans, ein Bau ist aber in absehbarer Zeit nicht zu erwarten.

#### Individualverkehr
Problematisch für einige Bereiche von Lankwitz ist der relativ starke Durchgangsverkehr. Die Autos und Lastwagen, die aus dem südlichen Berliner Umland (wie dem Güterverkehrszentrum bei Großbeeren) kommen, fahren durch Lankwitz, um nach Steglitz und in die westlichen Bezirke von Berlin zu kommen. Dabei erweist sich die Paul-Schneider-Straße als Nadelöhr, da in dieser Straße nur eine Spur pro Richtung zur Verfügung steht und es dadurch häufig zu Staus kommt.
Planungen sahen ursprünglich vor, die Bundesstraße 101, die von der Stadtgrenze über die Marienfelder Allee nach Alt-Mariendorf verläuft, über Malteserstraße, Munsterdamm und Grazer Damm zum Stadtring am Autobahnkreuz Schöneberg zu führen. Dazu wäre eine neue Straße als Verlängerung der Malteserstraße – an der Grundschule in der Schulstraße vorbei – über den Teltowkanal in Höhe Edenkobener Weg zur Ecke Steglitzer Damm/Munsterdamm notwendig gewesen. Diese Straße hätte mitten durch Lankwitzer Wohngebiete geführt. Nördlich des Teltowkanals wurden die seinerzeit errichteten Gebäude bereits ab Mitte der 1960er Jahre in die geplante Trassenführung einbezogen. Im Laufe der Jahre entwickelte sich gegen diese Straße von Seiten der Anwohner Widerstand. Aktuell werden diese Planungen nicht weiterverfolgt.
Die geplante Radschnellverbindung Teltowkanal-Route soll unter anderem durch Lankwitz führen.

#### Schiffsverkehr
Lankwitz ist an das Wasserstraßennetz angebunden. Über den Teltowkanal (Eröffnung am 2. Juni 1906) ist eine Verbindung zur Havel und zur Spree hergestellt. Der Hafen in Lankwitz dient vor allem dem Umschlag von Öl. Die ansässigen Unternehmen beliefern zahlreiche Haushalte im Südwesten Berlins mit Heizöl.

### Öffentliche Einrichtungen
- Rathaus Lankwitz, Leonorenstraße, beherbergte vormals Teile des Finanzamtes Steglitz-Zehlendorf, jetzt das Amt für Soziales des Bezirksamtes Steglitz-Zehlendorf
- Bürgeramt, Gallwitzallee
- Polizeidirektion 4 – Abschnitt 46, Gallwitzallee
- Stadtbücherei, Bruchwitzstraße

### Konfessionelle Einrichtungen
Protestantisch

Katholisches St.-Marien-Krankenhaus

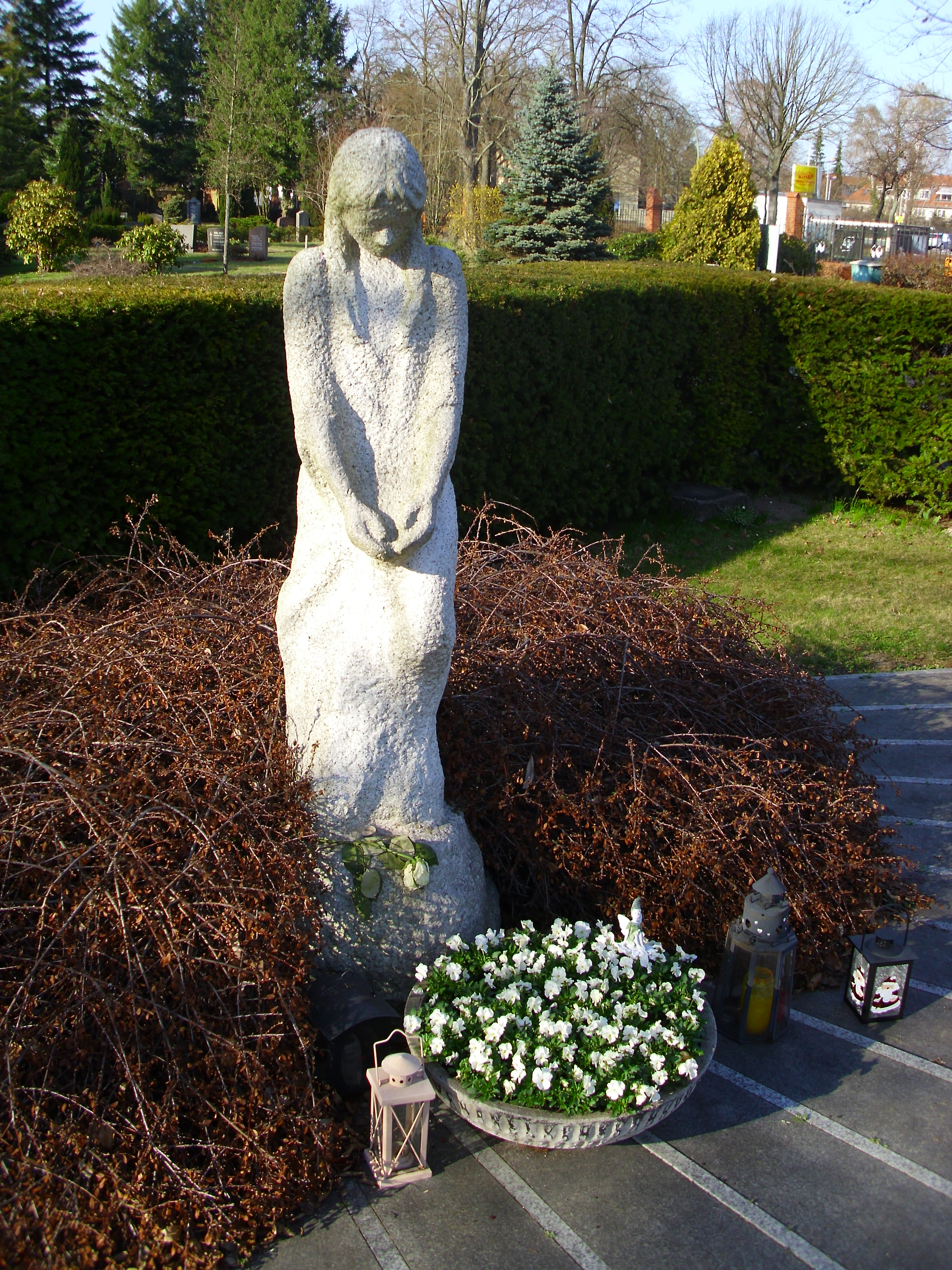
Engelsstatue der Tabea-Kinderbegräbnisstätte auf dem Kreuz-Friedhof

- Diakoniestation Lankwitz und Diakonieverein Lankwitz, Kaiser-Wilhelm-Straße
- Diakoniestiftung Lankwitz, Kaiser-Wilhelm-Straße
- Dietrich-Bonhoeffer-Gemeindezentrum, Geraer Straße
- Dietrich-Bonhoeffer-Stiftung, Sondershauser Straße
- Pastor-Braune-Haus, In den Neuen Gärten[24]
- Paul-Schneider-Gemeindezentrum, Belßstraße

Katholisch
- Pastoraler Raum Steglitz-Lankwitz-Dahlem
  - Dominikuskloster, Alt-Lankwitz (Christkönigsschwestern)[25]
  - St. Benedikt, Kaulbachstraße
- Pfarrei St. Maria – Berliner Süden
  - Mater Dolorosa Berlin-Lankwitz, Kurfürstenstraße
  - Kloster Sankt Augustinus, Gallwitzallee
  - St.-Marien-Krankenhaus, Gallwitzallee[26]
  - Stiftung Maria Immaculata, Gallwitzallee
  - Stiftung Mater Dolorosa Berlin-Lankwitz, Kurfürstenstraße

### Bildung

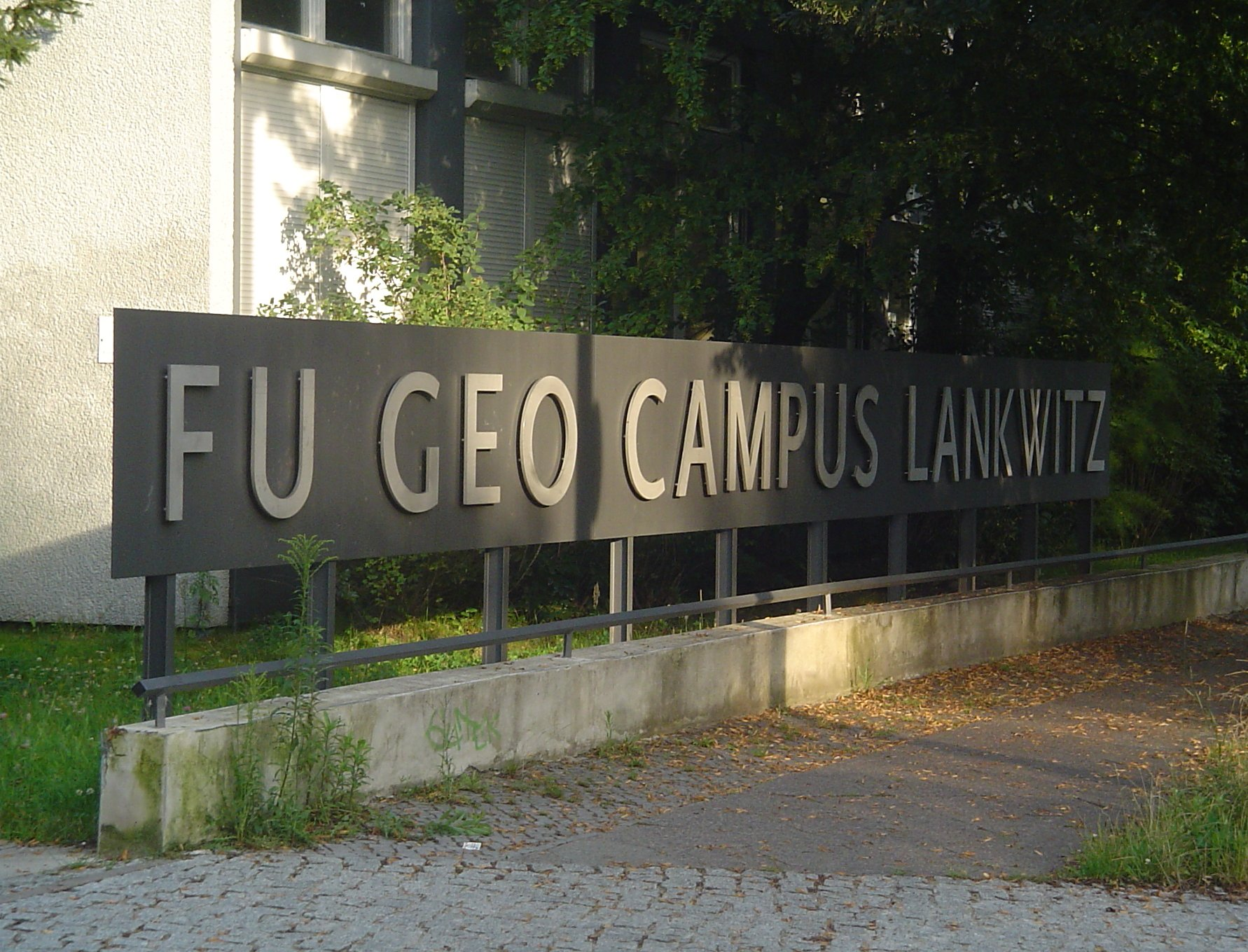
Teil der FU Berlin in Lankwitz:
Campus Geowissenschaften

Lankwitz ist ein Universitätsstandort: Auf dem Campus der Freien Universität (FU), dem Gelände der ehemaligen Pädagogischen Hochschule (PH) in der Malteserstraße, befinden sich Einrichtungen des Fachbereiches Geowissenschaften (Institut für Geographie, Institut für Geologie, das Interdisziplinäre Zentrum Ökosystemdynamik in Zentralasien und das Willy-Scharnow-Institut für Tourismus). Außerdem ist auf dem Gelände die Verwaltung des Fachbereiches sowie die Geowissenschaftliche Bibliothek mit ihrer Kartensammlung angesiedelt.
Das inzwischen nach Dahlem umgezogene Institut für Publizistik- und Kommunikationswissenschaft der FU Berlin hatte auf dem Campus ebenfalls seinen Standort.
Mit seiner dezentralen Position ist der Campus in Lankwitz vergleichbar mit dem ebenfalls dezentralen Campus Adlershof der Humboldt-Universität.
Die Business School Berlin Potsdam, eine private Hochschule für Management, und die Medical School Berlin, eine private Hochschule für Medizin und Gesundheit, haben ihren Sitz in der Siemensvilla an der Ecke Calandrelli-/Gärtnerstraße. Das Berufsbildungszentrum der Landespostdirektion liegt in der Kaiser-Wilhelm-Straße.
In Lankwitz befinden sich zwei Werkstätten für Menschen mit Behinderung.
 Schulen 
In Lankwitz befinden sich vier Grundschulen, eine Schule mit sonderpädagogischem Förderschwerpunkt (Förderschwerpunkt geistige Entwicklung) und drei Oberschulen, darunter:
- Beethoven-Oberschule (Gymnasium), Barbarastraße
- Bröndby-Oberschule, Dessauerstraße

### Sport
- Preussenstadion, Malteserstraße / Ecke Kamenzer Damm, Heimstadion des BFC Preussen
- Stadtbad Lankwitz, Leonorenstraße
- Eisbahn Lankwitz, Leonorenstraße
- Kiriat-Bialik-Sportanlage, Wedellstraße, Heimspielstätte der Handballabteilung des BFC Preussen und Austragungsort der Hallenhockeyspiele des TuS Lichterfelde Berlin
- Berliner Hauptwanderweg Nummer 05, der Nord-Süd-Weg, durchquert den Ortsteil Lankwitz von der Lankwitzer Brücke am Kamenzer Damm im Norden bis zum Kreuz-Friedhof im Süden

## Persönlichkeiten

### Söhne und Töchter von Lankwitz
- Edgar Groß (1886–1970), Theaterwissenschaftler und Intendant
- Margarete Langner, geborene Schulze (1906–1992), Politikerin (KPD/SED)
- Dora von Caemmerer (1910–1988), Wohlfahrtspflegerin
- Heinz Barwich (1911–1966), Atomphysiker
- Wiltraut Rupp-von Brünneck (1912–1977), Richterin des Bundesverfassungsgerichts
- Hanna Neumann (1914–1971), Mathematikerin
- Annemarie Dührssen (1916–1998), Psychiaterin
- Martin Benrath (1926–2000), Schauspieler
- Günter Gerlach (1928–2003), Kirchenmusiker und Komponist
- Herfried Apel (* 1929), Wirtschaftsmanager
- Willi A. Boelcke (1929–2022), Wirtschafts- und Sozialhistoriker, Publizist, Autor und Essayist
- Gert Günther Hoffmann (1929–1997), Synchronsprecher
- Jutta Neumann (* 1932), Leichtathletin
- Marianne Rosenberg (* 1955), Schlagersängerin
- Hartmut Ebbing (* 1956), Politiker (FDP)

### Mit Lankwitz verbundene Persönlichkeiten
- Ernst Ludwig von Pfuhl (1716–1798), General der Infanterie, Gutsherr auf Lankwitz
- August Bruchwitz (1838–1914), Gemeindeverordneter der vormaligen Gemeinde Lankwitz
- Friedrich Dillges (1852–1912), ehrenamtlicher Gemeindevorsteher der vormaligen Gemeinde Lankwitz
- Hermann Marchand (1864–1945), Stadtentwickler von Lankwitz
- Rudolf Beyendorff (1876–1947), erster Bürgermeister von Lankwitz (1908–1919)
- Fritz Freymüller (1882–1950), Architekt, Gemeindebaurat der vormaligen Gemeinde Lankwitz
- Johannes Pinsk (1891–1957), katholischer Theologe, Pfarrer in Lankwitz
- Hanna-Renate Laurien (1928–2010), Politikerin (CDU), lebte in Lankwitz
- Alfred Seppelt (1929–2015), Schachfunktionär, lebte in Lankwitz
- Lorenz Weinrich (* 1929), Historiker, Leiter der Choralschola in Lankwitz
- Arvo Pärt (* 1935), Komponist, lebte zeitweise in Lankwitz
- Wilhelm Hüffmeier (* 1941), evangelischer Theologe, Pfarrer in Lankwitz
- Barbara Saß-Viehweger (* 1943), Politikerin (CDU), lebt in Lankwitz
- Hajo Seppelt (* 1963), Journalist und Dopingexperte, in Lankwitz aufgewachsen
- Mirco Nontschew (1969–2021), Comedian, lebte in Lankwitz
- Mithat Demirel (* 1978), Basketballnationalspieler, besuchte in Lankwitz die Schule
- MC Bogy (* 1979), Rapper, lebt in Lankwitz
- Smoky (* 1983), Rapper, in Lankwitz aufgewachsen
- Maximilian Philipp (* 1994), Fußballspieler, in Lankwitz aufgewachsen

## Sonstiges
- Lankwitz ist auch der deutsche Name des polnischen Dorfes Łękwica.
- Der Name des weststeirischen Wallfahrtsortes Maria Lankowitz leitet sich ebenfalls aus dem Slawischen ab.[27]
- Im Kieler Stadtteil Russee und in Hannover ist jeweils eine Straße mit dem Namen Lankwitzweg nach dem Ortsteil benannt. In Bielefeld und Monheim am Rhein gibt es jeweils einen Lankwitzer Weg.
- Am östlichen Ende des Kamenzer Damms an der Lankwitzer Brücke endet der Ortsteil Lankwitz. Jenseits der Brücke auf Mariendorfer Seite heißt die Straße dann Lankwitzer Straße.
- Die Straße zwischen dem Kranoldplatz am Bahnhof Berlin-Lichterfelde Ost und dem nördlichen Ende der Kurfürstenstraße in Lankwitz heißt ebenfalls Lankwitzer Straße.
- Am 5. Oktober 2007 starb in Lankwitz die bis zu diesem Zeitpunkt älteste lebende Deutsche, Irmgard von Stephani, im Alter von 112 Jahren.[28][29]
- Der Bernkastler Platz wurde vom Bezirksamt Steglitz-Zehlendorf zum Denkmal des Monats Januar 2017 ernannt.